# Красногвардейский (Владимирская область)
Красногвардейский — посёлок в Суздальском районе Владимирской области России, входит в состав Селецкого сельского поселения.

## География
Посёлок расположен в 10 км на северо-восток от райцентра города Суздаль на автодороге Владимир — Иваново на берегу реки Подыкса.

## История
Посёлок возник в составе Лопатницкого сельсовета как центральная усадьба совхоза «Суздальский», организованного в 1960 году. Постановлением Владимирского облисполкома № 1111 от 01.11.1976 был зарегистрирован вновь образованный посёлок Красногвардейский Лопатницкого сельсовета, с 1986 года — центр Красногвардейского сельсовета, с 2005 года — в составе Селецкого сельского поселения.
В 1981 году в посёлке было открыто новое здание Красногвардейской восьмилетней школы.

## Население
| 2002 | 2010 | 2021 |
| ---- | ---- | ---- |
| 1022 | ↘985 | ↘866 |

## Инфраструктура
В посёлке находятся Красногвардейская средняя общеобразовательная школа, детский сад №19, фельдшерско-акушерский пункт, отделение федеральной почтовой связи, участковый пункт полиции.